# Temnochila rhyssa
Temnochila rhyssa là một loài bọ cánh cứng trong họ Trogossitidae. Loài này được Barron miêu tả khoa học năm 1971.